# Beau Mirchoff
William Beau Mirchoff (ur. 13 stycznia 1989 w Seattle w stanie Waszyngton) – amerykańsko-kanadyjski aktor.
Urodził się w Seattle, w stanie Waszyngton, w Stanach Zjednoczonych, lecz dwa dni po swoich narodzinach przeniósł się wraz z rodziną do Victorii, w Kolumbii Brytyjskiej, w Kanadzie, gdzie uczęszczał do Mount Doug High School. Posiada obywatelstwo amerykańskie i kanadyjskie. Jako aktor zadebiutował w 2006 roku rolą Robbiego, filmowego syna Craiga Bierko w parodii Davida Zuckera Straszny film 4 (Scary Movie 4). Przez sześć odcinków, w roku 2007 i 2008, wcielał się w postać Bena Stillmana w kanadyjskim serialu stacji CBS Heartland. Wystąpił też w jednym odcinku serialu młodzieżowego Romeo!, pojawił się obok Meg Ryan i Adama Brody’ego w filmie W świecie kobiet (In the Land of Women, 2007), a pod koniec 2008 roku, razem z Shawnee Smith, Lindy Booth i Mariną Sirtis, dołączył do obsady horroru The Grudge – Klątwa 3 (2009). Beau Mirchoff, który grał Danny’ego Bolena, nie wróci już do siódmego sezonu serialu „Gotowe na wszystko”. Po szóstym sezonie wcześniej wspomnianego serialu, zagrał jedną z głównych ról w serialu emitowanym 2011- 2015 r. pt. „Inna” (ang. „Awkward”) - Matty McKibben.